# Funza
Funza là một khu tự quản thuộc tỉnh Cundinamarca, Colombia. Thủ phủ của khu tự quản Funza đóng tại Funza Khu tự quản Funza có diện tích ki lô mét vuông. Đến thời điểm ngày 28 tháng 5 năm 2005, khu tự quản Funza có dân số 37774 người.